# Bonārdān
Bonārdān (persiska: بنداران, باندران, بانداران, بناردان, Bondārān) är en ort i Iran.   Den ligger i provinsen Hormozgan, i den sydöstra delen av landet, 1 100 km sydost om huvudstaden Teheran. Bonārdān ligger 17 meter över havet och antalet invånare är 599.
Terrängen runt Bonārdān är platt norrut, men åt sydost är den kuperad. Havet är nära Bonārdān västerut.Runt Bonārdān är det ganska glesbefolkat, med 25 invånare per kvadratkilometer. Trakten runt Bonārdān är ofruktbar med lite eller ingen växtlighet.